# Benjamin Stauder
Benjamin Stauder (Kirchzarten, 30 oktober 1987) is een Duits wielrenner.

## Carrière
In 2008 won Stauder de eerste etappe van de Ronde van Libië. De leiderstrui die hij daaraan overhield raakte hij een dag later kwijt aan Roman Broniš. Later dat jaar werd hij onder meer derde in etappe van de Ronde van Japan en de Ronde van Hongkong Shanghai.
In 2014 finishte Stauder in elk van de acht etappes van de Ronde van Kameroen bij de beste tien renners, met de eerste plaats in de zesde etappe als beste klassering. In het eindklassement werd hij, met een achterstand van zes seconden op Dan Craven, tweede. Twee jaar later was hij dicht bij een overwinning in de Ronde van Burkina Faso, toen in de derde etappe enkel Zemenfes Solomon sneller was in de massasprint. In 2017 won hij de eerste etappe in de Ronde van Tunesië.

## Overwinningen
2008
1e etappe Ronde van Libië
2014
6e etappe Ronde van Kameroen
2017
1e etappe Ronde van Tunesië
2e, 4e, 5e, 8e en 10e etappe Ronde van Burkina Faso

## Ploegen
- 2007 –  Atlas-Romer's Hausbäckerei
- 2008 –  StegComputer-CKT-Cogeas
- 2009 –  Team Neotel (tot 25-6)
- 2010 –  CKT Tmit-Champion System

Arakelyan · Beuchat · Boillat · Burghardt · Herz · Jörg · Kharatyan · Kirsipuu · Korkotyan · Locke · Matsuo · Mkrtchyan · Ojavee · Stauder · Wang · Williams